# Associazione Calcio Dilettantistica Legnano
L'Associazione Calcio Dilettantistica Legnano, comunament coneguda com a Legnano, és un club de futbol italià amb seu a Legnano, Llombardia. Fundat el 1913, el Legnano va jugar tres temporades a la Sèrie A i un total d'onze temporades al primer nivell de la lliga italiana de futbol.
La darrera aparició del Legnano a la Sèrie A es remunta al 1954, mentre que el 1957 el club va participar per darrera vegada en un campionat de la Sèrie B (la segona categoria del futbol italià). Des d'aleshores, el club ha jugat com a màxim a la tercera categoria de la lliga italiana.
Els colors de l'equip són lila i blanc. Després de les lluites financeres i la fallida l'any 2010 el club va plegar i es va reformar el 2011 com a ASD Legnano Calcio 1913; el 2015 van recuperar el dret a anomenar-se ACD Legnano Calcio i a fusionar la seva història amb la del club de 97 anys prèviament finalitzada.

## Història

### Fundació
El club es va fundar l'any 1913 com a Football Club Legnano.
Diversos jugadors notables van jugar pel Legnano en els seus primers anys. El porter Angelo Cameroni va ser convocat amb la selecció italiana el 1920; va ser el primer jugador del Legnano a aconseguir-ho. Luigi Allemandi va jugar quatre temporades al club a partir de 1921, fins que va ser comprat pels gegants italians de la Juventus FC. Més tard va guanyar la Copa del Món amb Itàlia a la Copa del Món de la FIFA de 1934.

### Sèrie A: el club en el seu apogeu
El Legnano va accedir per primera vegada a la Sèrie A per a la temporada 1930–31; l'any anterior havien acabat com a subcampions de la Sèrie B. El primer partit al màxim nivell del futbol italià va ser la impactant derrota per 2-1 del club més antic d'Itàlia, el Genoa CFC.
Malauradament per al Legnano, aquella temporada van acabar a la part baixa de la taula i van baixar; no obstant això, altres resultats notables van ser un empat 1-1 amb els eventuals subcampions de l'AS Roma, i la derrota per 2-1 del SSC Napoli a Nàpols.
A la temporada 1935–1936, el club va canviar el seu nom a Associazione Calcio Legnano .
L'extrem esquerre Emilio Caprile va ser convocat pels azzurri, per jugar dos partits internacionals durant el 1948. Es va convertir en el primer jugador del Legnano a marcar per Itàlia amb un gol a cada partit.

### Davallada a la lliga italiana

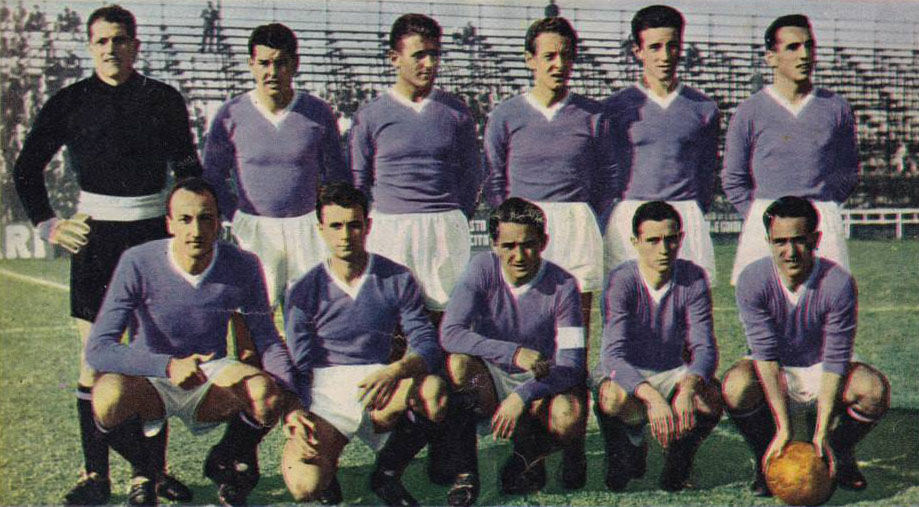
Legnano 1956–57

Després del seu darrer descens de la Sèrie A el 1953–54, el club ha anat declinant gradualment. Primer van estar a prop de l'ascens de nou a la lliga amb una 3a posició a B, però dos anys després van baixar a la Serie C.
El Legnano va passar 18 anys seguits competint a la Sèrie C, només va poder acabar 5è en aquest temps (ho van aconseguir tres vegades). La temporada 1974–75 va veure el club caure a la Sèrie D; Això es va rectificar aviat quan l'entrenador Luciano Sassi va tornar el club a la Sèrie C2 amb un subcampió la 1977–78.

### Giovanni Mari aixeca el Legnano
Giovanni Mari va assumir el càrrec de president del club el 1979 i amb ell, el Legnano aconseguiria el campionat de la Sèrie C2. Aquesta va ser la primera vegada que l'AC Legnano havia acabat la primera posició en una lliga des de 1919. L'estadi del club va rebre el nom de Stadio Giovanni Mari en honor a l'home.

### La refundació
Després de la fallida el 2010, Legnano es va desfer.
Va ser refundat el 15 de juliol de 2011, com a ASD Legnano Calcio 1913 i va ser admès al Grup N de Prima Categoria Llombardia la temporada 2011-12. El club va ascendir al Grup A de Promozione de la Llombardia.
El club va aconseguir una segona promoció consecutiva després d'acabar com a campió del Grup A de Promozione Lombardia la temporada vinent i va ascendir al Grup A de l'Eccellenza Lombardia.
El 7 de maig de 2015, l'ASD Legnano Calcio 1913 va tornar a adquirir el nom d' Associazione Calcio Legnano. Van acabar l'Eccellenza Lombardy en quart lloc la 2014-15, però van ser eliminats als play-off. Van acabar el grup A de l'Eccellanza Lombardia com a 2n i es van classificar novament per als play-off. Van derrotar el Torviscosa amb un global de 4–1 a la semifinal i el Sankt Georgen amb un global de 4–3 a la final i van ascendir a la Sèrie D.

## Jugadors

### Exjugadors destacats
Categoria principal: Categoria:Futbolistes de l'AC Legnano
- Luigi Allemandi
- Attilio Demaría
- Gigi Riva
- Nicholas Frey
- Pedro Kamata
- Karl-Erik Palmér
- Paolo Pulici
- Davide Fontolan
- Chedric Seedorf
- Marco Simone
- Hermann Lindemann